# Manjari, Chikodi
Manjari là một làng thuộc tehsil Chikodi, huyện Belgaum, bang Karnataka, Ấn Độ.